# Чунча
Чунча́ (рос. Чунча) — річка в Удмуртії (Увинський та Вавозький райони), Росія, ліва притока Какможа.
Довжина річки становить 12 км. Бере початок за 1,5 км на схід від присілку Стара Чунча на Тиловайській височині в Увинському районі, впадає до Вали за 3 км на північний захід від присілку Липовка вже на території Вавозького району. Напрямок річки на південний захід. Береги в основному лісисті. Приймає декілька дрібних та коротких приток. Біля присілку Тімошур-Чунча збудовано ставок.
Береги річки незаселені, населених пунктів над річкою немає.